# Muina
Muina (Muine in friulano standard, Muina in friulano carnico) è una delle 13 frazioni del comune di Ovaro (UD).

## Geografia fisica
Sorge a 526 m s.l.m. in Val Degano, alla destra orografica del torrente, su un terrazzamento naturale a fondo valle alle pendici del monte Col Gentile (2076 m). Ad est dell'abitato scorre il torrente Degano.
I confini tradizionali del territorio di Muina coincidono a sud con quelli del comune di Ovaro. A nord si trovano all'altezza del prato detto Puniças.
È diviso in tre borgate: Corva, Vila e Muina Abàs.

## Storia
In epoca medioevale a monte dell'abitato si trovava un altro villaggio, Prencis, abbandonato a seguito dell'epidemia di peste del 1348. Costituì un comune autonomo, poi soppresso agli inizi del XIX secolo e aggregato a quello di Mione, che a sua volta, fu poi aggregato al comune di Ovaro.
L'abitato fu gravemente danneggiato dal sisma del 28 luglio 1700.
Nel corso della prima guerra mondiale la popolazione fu sfollata; come il resto della Carnia, tra il 1944 ed il 1945 subì l'occupazione dei cosacchi, alleati dei nazifascisti.

## Monumenti e luoghi d'interesse
- Chiesa di San Luigi Gonzaga, costruita nel 1864, in luogo della precedente chiesa medioevale di San Pelagio. Si tratta di una chiesa ad aula unica, con presbiterio quadrato. L'attuale sagrestia, sottostante il presbiterio, era utilizzata come scuola.
- Chiesetta della Madonna di Loreto, sita poco fuori dell'abitato, sulla cima del colle detto Cuel di Cjars. La chiesa è stata fondata nel 1687, ad aula unica di piccole dimensioni, con presbiterio poligonale. In cima alla facciata si trova un campanile a vela. Davanti all'edificio vi è un porticato.

Si segnala anche la presenza di alcuni esempi interessanti di architettura carnica degli inizi del XVIII secolo: la casa Spinotti, la casa Beorchia-Micoli e la canonica.

## Economia

### Artigianato
Per quanto riguarda l'artigianato, Muina è rinomata per la produzione di calzature e soprattutto per gli zoccoli in legno.

## Galleria d'immagini

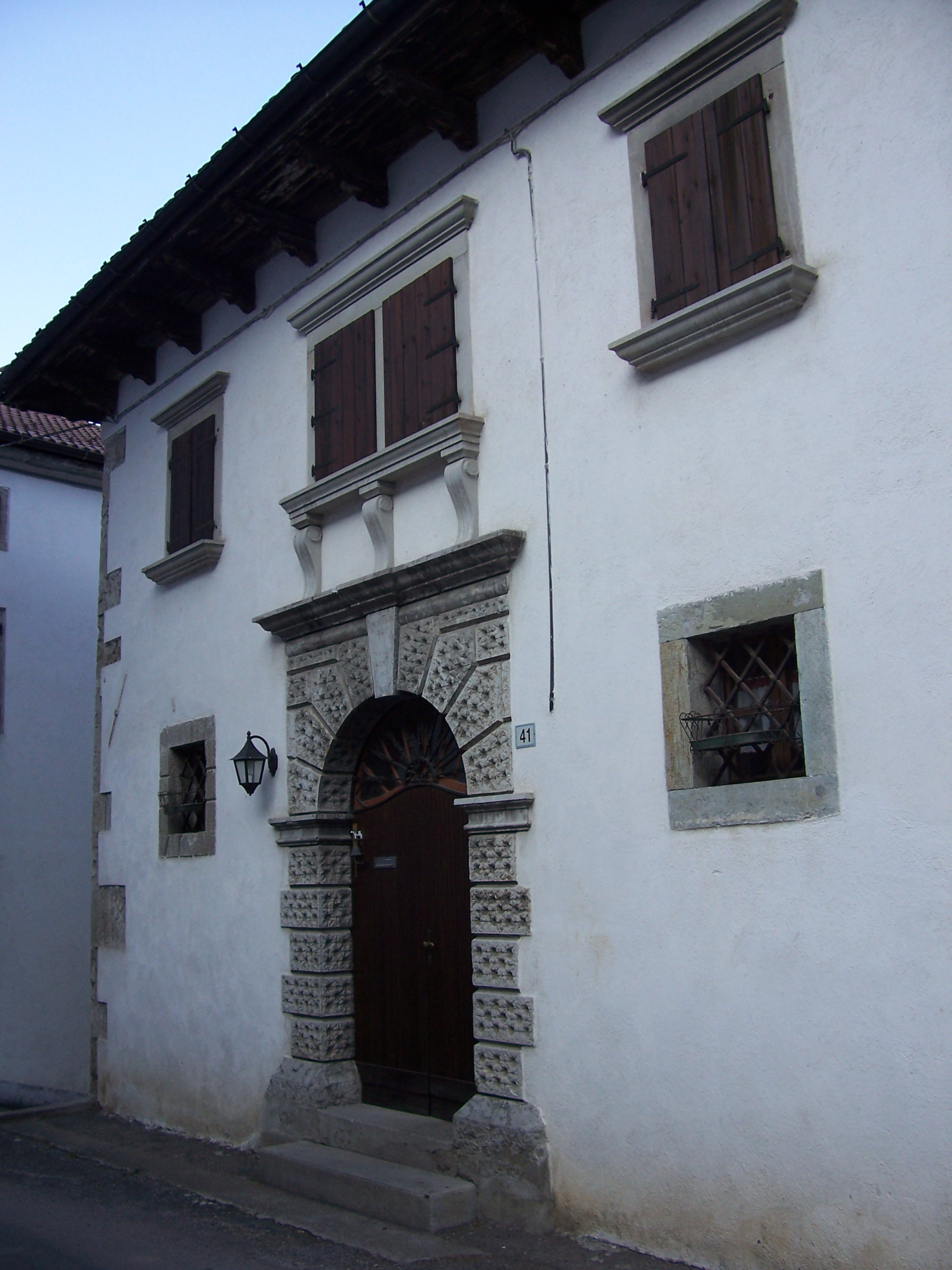
La canonica di Muina (primo decennio del sec. XVIII)
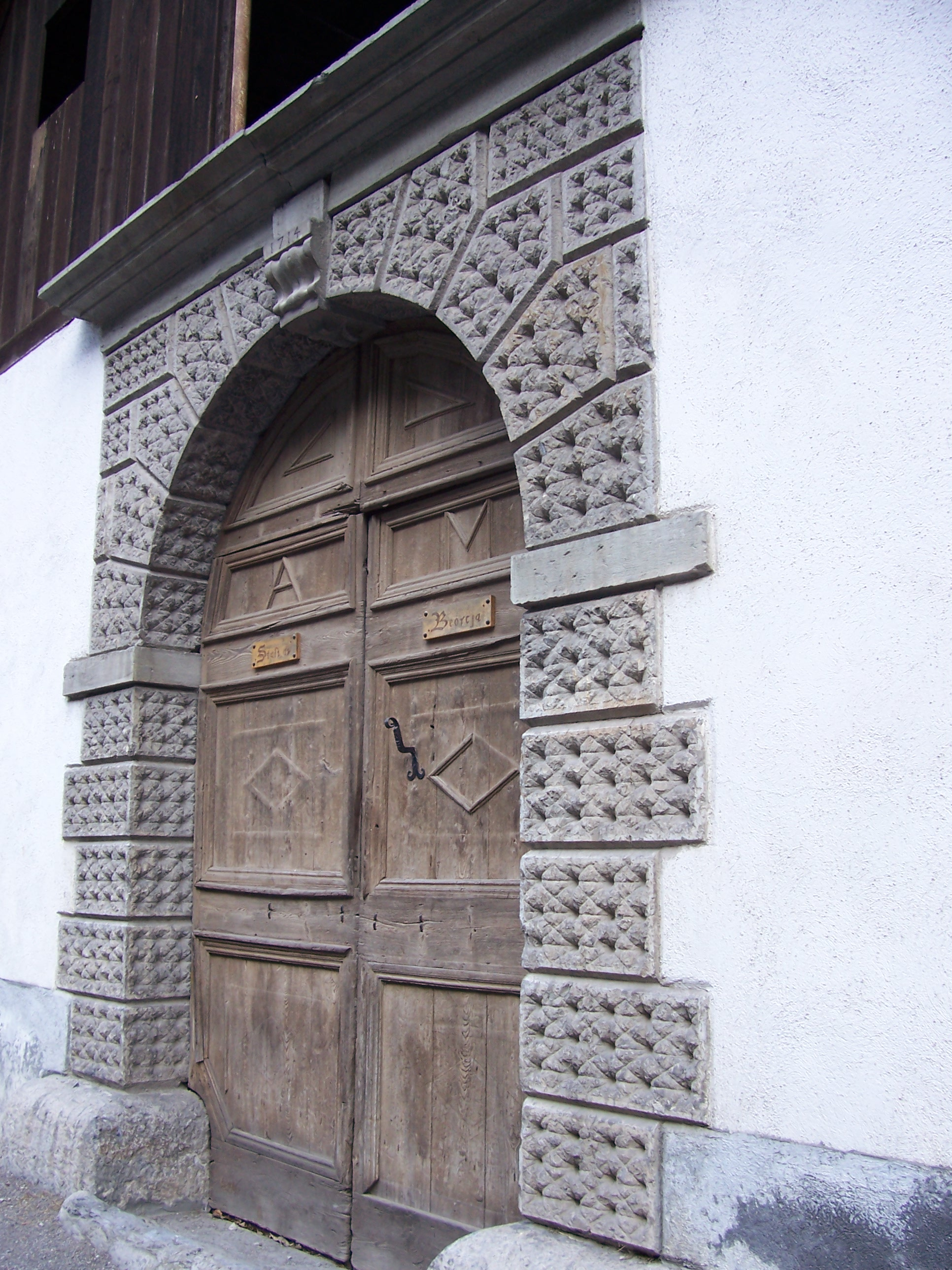
Portale del fienile della casa Beorchia-Micoli di Muina (datato 1714)